# Quoridor
Quoridor - to strategiczno-logiczna gra planszowa zaprojektowana przez Mirko Marchesiego i wydana przez francuskie studio GiGamic Games. Istnieją także pokrewne wydania takie jak: Quoridor Classic, Deluxe, Travel i Mini. Czas gry waha się od 10 do 20 minut. 

## Zasady gry
W grze może brać udział dwóch lub czterech graczy w wieku od 6 lat. Plansza złożona jest z 81 kwadratów, po których poruszają się pionki reprezentujące graczy. Na początku rozgrywki pionki należy ustawić pośrodku przeciwległych krawędzi planszy. Celem gry jest zostaniem pierwszym graczem, który dotrze do startowego rzędu przeciwnika. Można to uczynić poruszając się o jedno pole w 4 kierunkach lub stawiając ogrodzenia uniemożliwiające przejście. W rozgrywce dwuosobowej każdy posiada 10 drewnianych płytek, a w rozgrywce czteroosobowej po 5.  Gracze wykonują ruch jeden po drugim w kolejności według ruchów zegara (pierwszy gracz jest losowany). Nie wolno całkowicie zablokować przeciwnika - zawsze musi istnieć przynajmniej jedno przejście. Istnieje także zasada mówiąca o możliwości przeskoczenia pionka przeciwnika w sytuacji, gdy stoją naprzeciwko siebie w sąsiadujących polach. 

## Nagrody i wyróżnienia
Gra Qouridor posiada szereg nagród i wyróżnień, m.in.:
- Prix d'Excellence Des Consommateurs - Quebec
- Best Bet Of Toy Testing Council - Kanada
- Parent's Choice Gold Award - USA
- Mensa's Top Five Best Games - USA
- Grand Prix Du Jouet - Francja
- Game Of The Year - USA
- Spelgut - Niemcy
- Toy Award - Belgia